# Václav Šípek
Václav Šípek (12. srpna 1931 Horní Roveň – 2. dubna 2020) byl český a československý politik Komunistické strany Československa, vedoucí tajemník Krajského výboru KSČ pro Severočeský kraj a poslanec Sněmovny lidu Federálního shromáždění za normalizace. Po roce 1989 novinář a aktivista Klubu českého pohraničí.

## Biografie
Původně působil jako typograf a redaktor, od roku 1984 jako vedoucí tajemník Krajského výboru KSČ pro Severočeský kraj. Byl rovněž předsedou severočeského Krajského výboru Národní fronty. 5. prosince 1984 byl kooptován za člena Ústředního výboru Komunistické strany Československa. XVII. sjezd KSČ ho ve funkci potvrdil. V období od října 1988 do roku 1989 byl navíc členem Výboru pro stranickou práci v České socialistické republice.
Po volbách roku 1981 zasedl jako poslanec do Sněmovny lidu (volební obvod č. 63 - Louny, Severočeský kraj). Křeslo nabyl až dodatečně v březnu 1985 poté, co zemřel Antonín Brabec. Mandát obhájil ve volbách roku 1986 (obvod Ústí nad Labem-Litoměřice). Ve Federálním shromáždění setrval do ledna 1990, kdy rezignoval na svůj post v rámci procesu kooptací do Federálního shromáždění po sametové revoluci.
Dne 27. listopadu 1989 během generální stávky za sametové revoluce rozhodl povolat z Palivového kombinátu Antonína Zápotockého ozbrojenou jednotku Lidových milicí pro ostrahu budovy Krajského výboru KSČ, před kterou se v předchozích dnech srocovaly davy. Akce vyvolala pobouření demonstrantů, přičemž milicionáři rozkazu Václava Šípka neuposlechli. Generálnímu tajemníkovi KSČ Karlu Urbánkovi demonstranti zaslali stížnost, v níž požadovali Šípkovo odvolání. Incident pak přispěl ke zrušení Lidových milic.
V letech 1994 až 2005 byl šéfredaktorem listu Hraničář, vydávaného Klubem českého pohraničí.